# Próspero Barrios
Próspero Barrios Saba (* 8. Juli 1922 in Rocha (Stadt); † unbekannt) war ein uruguayischer Radrennfahrer.

## Sportliche Laufbahn
Barrios war im Straßenradsport aktiv. 1951 siegte er im Etappenrennen Vuelta a Uruguay vor Mario De Benedetti. Er holte in der Rundfahrt 1949 und 1951 je einen Etappensieg. 1949 kam er auf den 6. Platz, 1950 auf den 4. Platz und 1952 auf den 5. Platz der Gesamtwertung.